# Windows Embedded Standard
Windows Embedded Standard 2009 — следующая версия операционной системы Windows XP Embedded, основанная на тех же бинарных файлах, что и Windows XP Professional. Standard поставляется в компонентной форме и предоставляет дополнительные функциональные возможности для создания встраиваемых устройств, поддержку новых технологий и доступность в течение 10 лет.
В сентябре 2009 года Майкрософт выпустила Community Technology Preview (CTP) следующей версии Windows Embedded Standard 2011 («Quebec»).

## Новшества по сравнению с Windows XP Embedded
- Remote Desktop Protocol (RDP) 6.1 с поддержкой Windows Server 2008, который позволяет производителям тонких клиентов, ПОС устройств, многофункциональных принтеров, удаленных мониторов использовать новейшие функции Windows Server: Remote Application, серверную аутентификацию (TLS/SSL), поддержку широкоформатных мониторов и многое другое.
- Microsoft Silverlight — это название новой технологии представления данных в Интернете, предназначенной для запуска на различных платформах. Технология Microsoft Silverlight уже встроена в Windows Embedded Standard и предоставляется бесплатно для встраиваемых систем.
- Microsoft .NET Framework 3.5 — это новая версия модели программирования на базе управляемого кода для платформы Windows.
- Поддержка корпоративных средств управления и обслуживания. Windows Embedded Standard включает новые компоненты для поддержки Windows Server Update Services, System Center Configuration Manager и Microsoft Operations Manager.
- Microsoft Baseline Security Analyzer — решение, которое позволяет сканировать устройство на базе Windows и проверять версию операционной системы на предмет обнаружения уязвимостей и наличия рекомендованных к установке патчей и обновлений системы безопасности.
- Срок поддержки и продаж. Windows Embedded Standard выпущен 1 ноября 2008 года. Согласно правилам лицензирования и поддержки встраиваемых продуктов, операционные системы Windows Embedded обладают расширенной поддержкой до 10 лет и доступностью лицензий до 15 лет. Данная политика предоставляет разработчикам устройств более плавно переходить на новые версии операционных систем и защитить будущие инвестиции.

## Функциональные возможности для встраиваемых систем
- Фильтр защиты от записи.

Windows Embedded Standard включает в себя компоненты Enhanced Write Filter (EWF) и File Based Write Filter (FBWF). EWF позволяет защитить системный раздел от записи и предотвратить вмешательство в работу встраиваемой системы. FBWF позволяет защитить отдельные файлы и папки и, таким образом, дает возможность оставить доступ к папкам, в которые требуется записывать файлы (например, папка для записи рекламных роликов) при этом защитить системную папку.
- Поддержка загрузки с флеш носителей.

Windows Embedded Standard поддерживает загрузку с большинства современных флеш накопителей, среди которых DiskOnChip Flash, PCMCIA-ATA, Compact Flash, MultiMediaCard, Memory Stick, а также USB 2.0 флеш дисков. При использовании фильтра защиты от записи, разработчики могут значительно увеличить срок работы флеш диска.
- Загрузка с компакт-дисков. Windows Embedded Standard поддерживает стандарт El Torito для загрузки с CD либо DVD дисков.
- Удаленная загрузка.
- Автономная работа. Windows Embedded Standard включает механизм перехвата системных сообщений и позволяет создавать устройства без монитора, мыши и клавиатуры.
- Использование собственной оболочки. Windows Embedded Standard позволяет ОЕМ производителям использовать собственную оболочку вместо стандартного Windows Explorer и создавать полностью адаптированные устройства.

## Средства разработки приложения
Windows Embedded Standard полностью поддерживает Win32 API и модель драйверов Windows (WDM). Это означает, что разработки приложений для Windows Embedded Standard можно осуществлять в Microsoft Visual Studio или использовать любые другие средства, обеспечивающие разработку для Windows XP Professional. Дополнительно разработчики могут строить свои приложения на базе управляемого кода .Net Framework 3.5

## Средства разработки операционной системы
Подготовка и установка образов Windows Embedded Standard осуществляется при помощи специальных средства разработки — Windows Embedded Studio Platform Development Tool. Средства разработки состоят из нескольких инструментариев:
- Target Analyzer — средства для сбора и поддержки информации о конфигурации аппаратной платформы
- Target Designer — инструментарий для сбора, разработки и настройки образов Windows Embedded Standard
- Component Designer — база данных компонентов ОС и средства для создания собственных компонентов.

Дополнительные утилиты: Component Database; Component Database Manager; Command Line Tool; Device Templates; Footprint Estimator Tool; Component dependency checking; Create a bootable runtime image for a specific target device; Advanced component browsing